# مخروط صنوبري

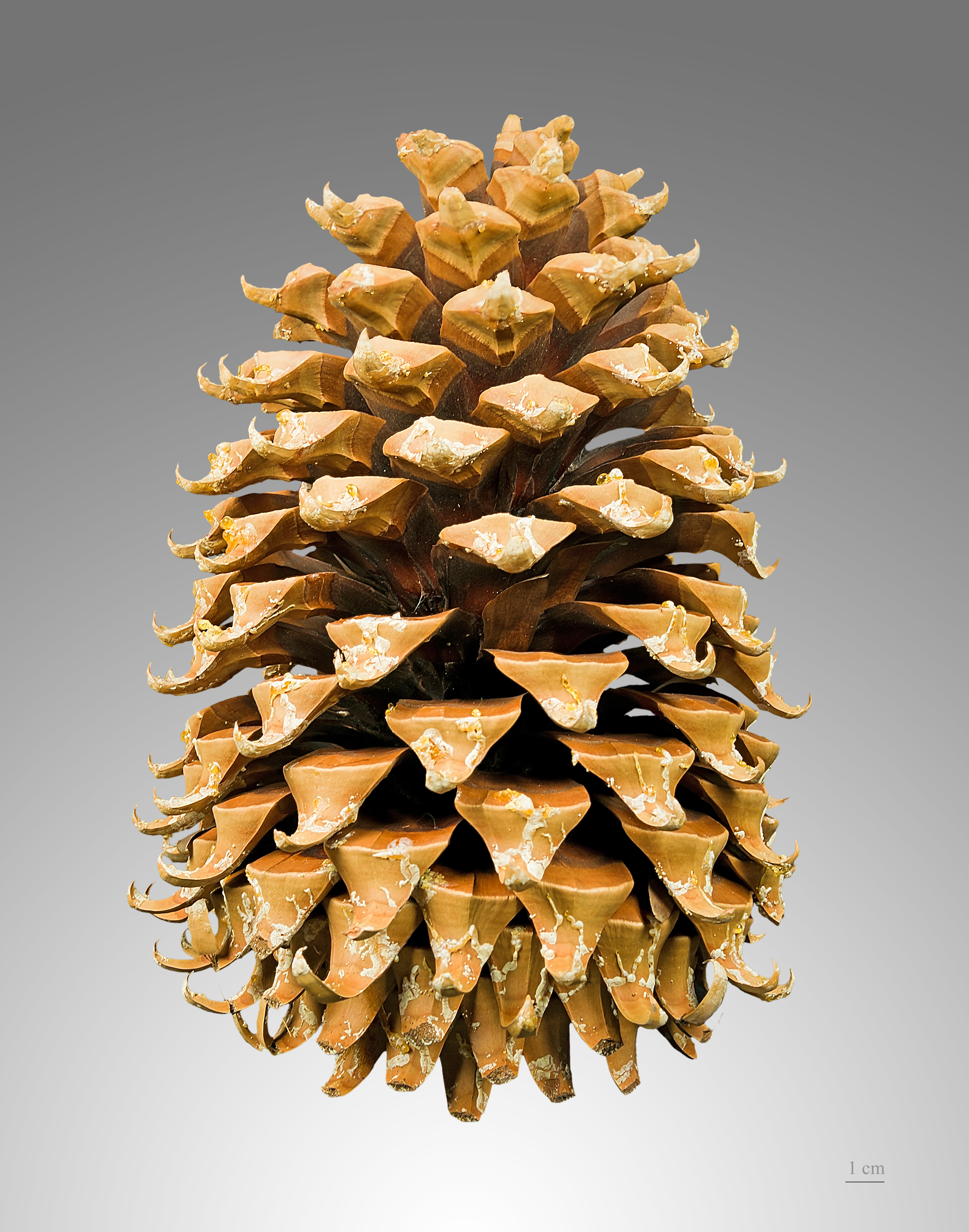
Pinus coulteri

كوز الصنوبر هو ثمرة أشجار الصنوبر وما شابهها. تُسمَّى تلك الأجزاء التي توجد ضمنها وعليها بذور الصنوبر جَرَهة أو سَفَطَة أو حَرْشَفة.

.